# Mastercard Maestro
O Mastercard Maestro é uma marca de cartões de débito e cartões pré-pagos de propriedade da Mastercard, introduzida em 1991. O Maestro é aceito em cerca de quinze milhões de estabelecimentos comerciais em 93 países.
Em 1º de julho de 2023, a Mastercard encerrou gradualmente o uso do Maestro em toda a Europa. Bancos europeus e outros emissores de cartões agora são obrigados a substituir os cartões Maestro expirados ou perdidos pela bandeira Mastercard.

## Funcionalidades
Os cartões de débito Maestro são obtidos por meio de bancos associados e estão vinculados à conta poupança, conta corrente ou a vários outros tipos de contas do titular do cartão, enquanto os cartões pré-pagos não requerem uma conta bancária para funcionar. Os cartões Maestro podem ser usados em pontos de venda (POS) e caixas eletrônicos. Os pagamentos são feitos passando o cartão pelo terminal de pagamento, inserindo-o em um dispositivo com chip e PIN ou por meio de um leitor sem contato. O pagamento é autorizado pelo emissor do cartão para garantir que o titular do cartão tenha fundos suficientes em sua conta para efetuar a compra. O titular do cartão, então, confirma o pagamento assinando o comprovante de venda ou inserindo seu PIN de 4 a 6 dígitos, exceto em transações sem contato abaixo de um valor especificado, para as quais nenhuma verificação adicional é necessária.
O Maestro frequentemente requer autorização eletrônica online para cada transação, embora as regras da Mastercard permitam o estabelecimento de limites mínimos apenas para transações Maestro com chip EMV. Não apenas as informações armazenadas no chip ou na faixa magnética devem ser lidas, mas isso deve ser enviado pelo comerciante ao banco emissor, e o banco emissor deve responder com uma autorização afirmativa. Se as informações não forem lidas, o emissor recusará a transação, independentemente do valor disponível na conta conectada, exceto na região da Ásia-Pacífico, onde a entrada manual digitada é permitida em algumas circunstâncias. Isso difere da maioria dos outros cartões de débito e crédito, nos quais as informações podem ser inseridas manualmente no terminal (ou seja, digitando os 13 a 19 dígitos e a data de validade no terminal) e ainda ser aprovadas pelo emissor ou pelo processador de stand-in. Na maioria dos países, exceto aqueles especificados nas regras da Mastercard, é sempre necessário um PIN em vez de uma assinatura para autorizar uma transação Maestro, exceto quando nenhum Método de Verificação do Titular do Cartão (CVM, na sigla em inglês) é exigido.

## Brasil

### Redeshop - 1987-2002
O primeiro cartão de débito no mercado brasileiro, o Redeshop, foi lançado em 1987 pela Redecard, atual Rede. Em 2002, a Mastercard comprou a Redeshop por 25 milhões de reais, na época o serviço tinha mais de 42 milhões de clientes. Inicialmente, os novos cartões seriam chamados de Maestro Redeshop.

### Mastercard Maestro - 2023
A partir da compra pela Mastercard, a Redeshop passou por uma transição para a marca Mastercard Maestro. Foram realizados investimentos em informática e ações de marketing para verificar a aceitação do nome. Até o final de 2004, o Maestro já havia substituído a Redeshop e até a metade de 2005 as impressões nos cartões também seriam substituídas.

### Mastercard débito - 2023-presente
A Mastercard decidiu unificar suas marcas de débito no Brasil. A tradicional marca Mastercard Maestro será substituída pela marca Mastercard Débito. A troca dos cartões será feita pelos bancos ao longo das datas de vencimento do cartão, sendo que até lá ele continuará totalmente válido e apto para ser utilizado normalmente.